# ドクターストップ/全員感染
『ドクターストップ/全員感染』（ぜんいんかんせん、Bad Medicine）は、1985年のアメリカ合衆国のコメディ映画。スティーヴ・グッテンバーグ、アラン・アーキン、ジュリー・ハガティ出演。スティーヴン・ホロヴィッツとニール・オフェンによる小説『Calling Dr. Horowitz』が原作である。日本ではテレビ放送時に『ドクターズ・アカデミー/全員暴走中!』と改題された。

## キャスト
| 役名                     | 俳優                         | 日本語吹替 |
| ------------------------ | ---------------------------- | ---------- |
| ジェフ・マークス         | スティーヴ・グッテンバーグ   | 三ツ矢雄二 |
| ラモン・マデラ           | アラン・アーキン             | 小林修     |
| リズ・パーカー           | ジュリー・ハガティ           | 滝沢久美子 |
| ジェラルド・マークス     | ビル・メイシー               | 大木民夫   |
| デニス・グラッドストーン | カーティス・アームストロング |            |
| クッキー・キャッツ       | ジュリー・カブナー           |            |
| ゴメス                   | ジョー・グリファシ           |            |
| カルロス                 | ロバート・ロマナス           | 江原正士   |
| ペペ                     | テイラー・ネグロン           |            |
| トニー・サンドヴァル     | ギルバート・ゴットフリード   |            |
| ヘレン・マークス         | マーサ・グリーン             | 一城みゆ希 |

- 日本語吹替：初回放送1988年11月3日 テレビ東京 『木曜洋画劇場』版

## スタッフ
- 監督・脚本：ハーヴェイ・ミラー
- 原作：スティーヴン・ホロヴィッツ（英語版）、ニール・オフェン
- 製作：アーリン・セラーズ、アレックス・ウィニツキー
- 製作総指揮：サム・マナーズ
- 撮影監督：ケルヴィン・パイク
- プロダクションデザイナー：レスリー・ディリー
- 編集：O・ニコラス・ブラウン、ジョン・ジンプソン、キース・パーマー
- 衣裳デザイン：リタ・リッグス
- 音楽：ラロ・シフリン
- 吹替演出：田島荘三
- 吹替翻訳：野地玲子
- 吹替ギャグ監修：雫弘幸
- 吹替調整：近藤勝之
- 吹替効果：新音響
- 吹替プロデューサー：石川博、中村豊志
- 吹替製作：テレビ東京、コスモプロモーション